# Universität Kurdistan

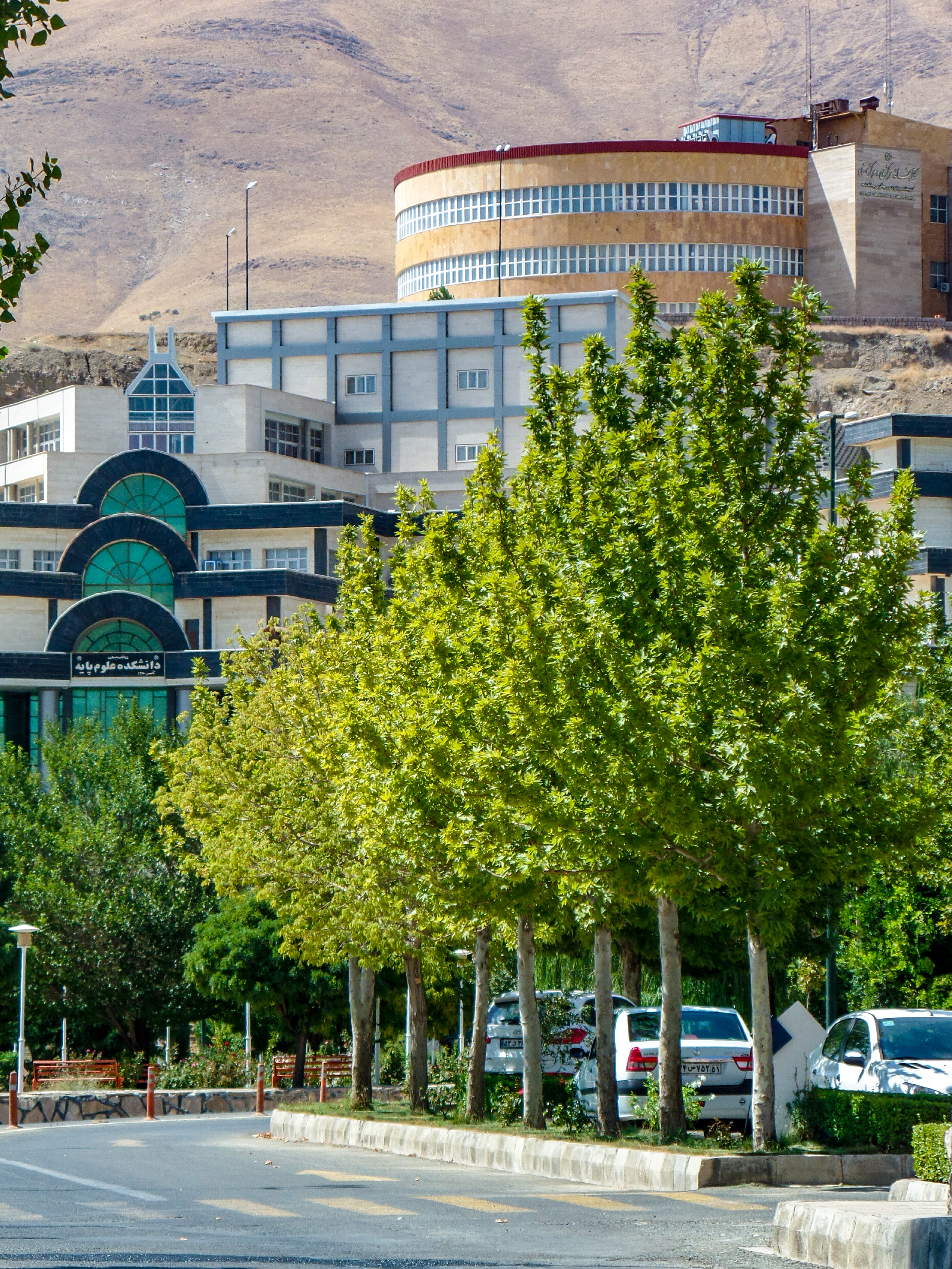
Universität Kurdistan

Die Universität Kurdistan (persisch دانشگاه کردستان) begann ihre Tätigkeit 1974 als ein Mathematiklehrerseminar. Ein Jahr darauf wurde aus dem Seminar eine Fakultät der Razi-Universität Kermānschāh in Sanandadsch, der Hauptstadt der iranischen Provinz Kurdistan und Sanandaj Faculty of Teacher Training genannt. Darauf wurden dort neben Mathematiklehrern auch Chemie- und Englischlehrer ausgebildet. Aufgrund der Forschungstätigkeiten der Fakultät wurde ihr im Jahr 1991 den Status einer Universität verliehen. Auf das hin wurde die Universität um weitere Fakultäten und Studiengänge erweitert und zurzeit (Stand 2018) hat sie 8 Fakultäten mit 51 Departementen die 172 Bachelor- und Masterstudiengänge anbieten.